# Sigurvin Ólafsson
Sigurvin Ólafsson (Vestmannaeyjar, 18 luglio 1976) è un ex calciatore islandese, di ruolo centrocampista.

## Palmarès

### Club

#### Competizioni nazionali
- Úrvalsdeild: 5

ÍBV: 1997, 1998
KR: 2002, 2003
FH: 2006
- Coppa d'Islanda: 2

ÍBV: 1998
FH: 2007
- Supercoppa d'Islanda: 2

KR: 2003
FH: 2007
- 2. deild karla: 1

Grótta: 2009

#### Competizioni internazionali
- Atlantic Cup: 1

KR: 2003